# Рівноважна вологість

Рівноважна вологість деревини проти вологості та температури, згідно рівняння Гейлвуда-Хорробіна.

Рівноважна вологість (РВ) гігроскопічного матеріалу, оточеного хоча б частково повітрям, - це вміст вологи, при якому матеріал не набирає і не втрачає вологу. Значення РВ залежить від матеріалу та відносної вологості та температури повітря, з яким воно контактує. Швидкість, з якою вона настає, залежить від властивостей матеріалу, співвідношення поверхні та площі до об'єму його форми та швидкості, з якою волога переноситься або назустріч матеріалу (наприклад, дифузія застійного повітря чи конвекція в повітря, що рухається). 

## Рівноважна вологість зерен
Вміст вологи в зернах є важливою властивістю зберігання продуктів. Вміст вологи, безпечний для тривалого зберігання, становить 12% для кукурудзи, сорго, рису та пшениці та 11% для сої. 
При постійній відносній вологості повітря РВ знизиться приблизно на 0,5% на кожне збільшення температура повітря на 10 °C. 
У наступній таблиці показано рівноваги для ряду зерен (дані  ). Ці значення є лише наближеннями, оскільки точні значення залежать від конкретного сорту зерна. 
|    |    | Кукурудза | Кукурудза | Кукурудза | Кукурудза | Соя  | Соя  | Соя  | Соя  | Сорго | Сорго | Сорго | Сорго | Довгозернистий рис | Довгозернистий рис | Довгозернистий рис | Довгозернистий рис | Пшениця тверда | Пшениця тверда | Пшениця тверда | Пшениця тверда |
| -- | -- | --------- | --------- | --------- | --------- | ---- | ---- | ---- | ---- | ----- | ----- | ----- | ----- | ------------------ | ------------------ | ------------------ | ------------------ | -------------- | -------------- | -------------- | -------------- |
|    | °C | 1.7       | 10.0      | 21.1      | 37.8      | 1.7  | 10.0 | 21.1 | 37.8 | 1.7   | 10.0  | 21.1  | 37.8  | 1.7                | 10.0               | 21.1               | 37.8               | 1.7            | 10.0           | 21.1           | 37.8           |
| RH | °F | 35        | 50        | 70        | 100       | 35   | 50   | 70   | 100  | 35    | 50    | 70    | 100   | 35                 | 50                 | 70                 | 100                | 35             | 50             | 70             | 100            |
| 25 |    | 9.3       | 8.6       | 7.9       | 7.1       | 5.9  | 5.7  | 5.5  | 5.2  | 11.5  | 10.9  | 10.2  | 9.3   | 9.2                | 8.6                | 8.0                | 7.3                | 8.3            | 8.0            | 7.7            | 7.2            |
| 30 |    | 10.3      | 9.5       | 8.7       | 7.8       | 6.5  | 6.3  | 6.1  | 5.7  | 12.1  | 11.5  | 10.8  | 9.9   | 10.1               | 9.5                | 8.8                | 8.0                | 8.9            | 8.7            | 8.3            | 7.7            |
| 35 |    | 11.2      | 10.4      | 9.5       | 8.5       | 7.1  | 6.9  | 6.6  | 6.2  | 12.7  | 12.1  | 11.4  | 10.5  | 10.9               | 10.3               | 9.5                | 8.7                | 9.6            | 9.3            | 8.9            | 8.3            |
| 40 |    | 12.1      | 11.2      | 10.3      | 9.2       | 7.8  | 7.6  | 7.3  | 6.9  | 13.3  | 12.7  | 12.0  | 11.1  | 11.7               | 11.0               | 10.3               | 9.4                | 10.2           | 9.9            | 9.5            | 8.8            |
| 45 |    | 13.0      | 12.0      | 11.0      | 9.9       | 8.6  | 8.3  | 8.0  | 7.5  | 13.8  | 13.3  | 12.6  | 11.7  | 12.5               | 11.8               | 11.0               | 10.0               | 10.9           | 10.5           | 10.1           | 9.4            |
| 50 |    | 13.9      | 12.9      | 11.8      | 10.6      | 9.4  | 9.1  | 8.8  | 8.3  | 14.4  | 13.8  | 13.2  | 12.3  | 13.3               | 12.5               | 11.7               | 10.7               | 11.5           | 11.2           | 10.7           | 10.0           |
| 55 |    | 14.8      | 13.7      | 12.6      | 11.3      | 10.3 | 10.0 | 9.7  | 9.1  | 15.0  | 14.4  | 13.8  | 12.9  | 14.1               | 13.3               | 12.4               | 11.3               | 12.2           | 11.9           | 11.4           | 10.6           |
| 60 |    | 15.7      | 14.5      | 13.4      | 12.0      | 11.5 | 11.1 | 10.7 | 10.1 | 15.6  | 15.1  | 14.4  | 13.6  | 14.9               | 14.0               | 13.1               | 12.0               | 13.0           | 12.6           | 12.1           | 11.3           |
| 65 |    | 16.6      | 15.4      | 14.2      | 12.8      | 12.8 | 12.4 | 11.9 | 11.3 | 16.3  | 15.7  | 15.1  | 14.3  | 15.7               | 14.8               | 13.8               | 12.7               | 13.8           | 13.4           | 12.8           | 12.0           |
| 70 |    | 17.6      | 16.3      | 15.0      | 13.6      | 14.4 | 14.0 | 13.5 | 12.7 | 17.0  | 16.5  | 15.8  | 15.0  | 16.6               | 15.7               | 14.6               | 13.4               | 14.7           | 14.3           | 13.7           | 12.8           |
| 75 |    | 18.7      | 17.3      | 16.0      | 14.5      | 16.4 | 16.0 | 15.4 | 14.5 | 17.8  | 17.3  | 16.7  | 15.9  | 17.6               | 16.5               | 15.5               | 14.2               | 15.8           | 15.4           | 14.7           | 13.8           |
| 80 |    | 19.8      | 18.5      | 17.0      | 15.4      | 19.1 | 18.6 | 17.9 | 17.0 | 18.8  | 18.2  | 17.6  | 16.9  | 18.6               | 17.5               | 16.4               | 15.1               | 17.1           | 16.6           | 16.0           | 15.0           |
| 85 |    | 21.2      | 19.8      | 18.2      | 16.5      | 22.9 | 22.3 | 21.6 | 20.5 | 19.9  | 19.4  | 18.8  | 18.0  | 19.8               | 18.7               | 17.5               | 16.1               | 18.8           | 18.3           | 17.6           | 16.5           |
| 90 |    | 22.9      | 21.4      | 19.8      | 17.9      | 28.9 | 28.2 | 27.3 | 26.1 | 21.4  | 20.9  | 20.3  | 19.6  | 21.3               | 20.1               | 18.9               | 17.4               | 21.3           | 20.7           | 20.0           | 18.8           |

## Рівноважна вологість деревини
Вміст вологи деревини нижче точки насичення волокна є функцією як відносної вологості, так і температури навколишнього повітря. Вміст вологи ( M ) деревини визначається як: 
{\displaystyle M={\frac {m-m_{od}}{m_{od}}}}
де m - маса деревини (з вологою) і {\displaystyle m_{od}} - висушена піччю маса деревини (тобто відсутність вологи). Якщо деревина поміщена в навколишнє середовище при певній температурі та відносній вологості, її вологість, як правило, почне змінюватися в часі, поки вона нарешті не врівноважується з навколишнім середовищем, і вміст вологи більше не змінюється в часі. Цей вміст вологи є РВ деревини для цієї температури та відносної вологості. 
Рівняння Гейлвуда-Хорробіна для двох гідратів часто використовується для наближення співвідношення між РВ, температурою ( Т ) та відносною вологістю ( h ):   
{\displaystyle M_{\mathrm {eq} }={\frac {1800}{W}}\left[{\frac {kh}{1-kh}}\,+\,{\frac {k_{1}kh+2k_{1}k_{2}k^{2}h^{2}}{1+k_{1}kh+k_{1}k_{2}k^{2}h^{2}}}\right]}
де M eq - рівноважна вологість (відсотки), T - температура (градуси Фаренгейта), h - відносна вологість (дробова) і: 
{\displaystyle W=330+0.452\,T+0.00415\,T^{2}}
{\displaystyle k=0.791+4.63\times 10^{-4}\,T-8.44\times 10^{-7}\,T^{2}}
{\displaystyle k_{1}=6.34+7.75\times 10^{-4}\,T-9.35\times 10^{-5}\,T^{2}}
{\displaystyle k_{2}=1.09+2.84\times 10^{-2}\,T-9.04\times 10^{-5}\,T^{2}}
Це рівняння не враховує незначних варіацій деревних порід, стану механічного напруження та / або гістерезису . Це емпіричне пристосування до табличних даних, поданих у тій самій довідці, і тісно узгоджується з табличними даними. Наприклад, при T = 140 град F, h = 0,55, РВ = 8,4% з вищевказаного рівняння, тоді як РВ = 8,0% з табличних даних. 

## Рівноважна вологість пісків, ґрунтів та будівельних матеріалів
Такі матеріали, як камінь, пісок та кераміка, вважаються «сухими» і мають значно нижчу рівноважну вологість, ніж органічні матеріали, такі як дерево та шкіра. РВ впливає на швидкість, з якої будівлі потребують висихання після спорудження, зазвичай цементи стартують з 40-60% вмісту води. РВ також важлива для будівельних матеріалів, армованих органічними матеріалами, оскільки невеликі зміни вмісту з різних типів соломи та деревної стружки суттєво впливають на загальний вміст вологи 

## зовнішні посилання
- The Who, Why, When and How of Moisture Equilibration. Image Permanence Institute. Rochester Institute of Technology. Процитовано 7 жовтня 2013.